# Górniki (województwo małopolskie)
Górniki – osada w Polsce, położona w województwie małopolskim, w powiecie nowotarskim, w gminie Ochotnica Dolna.
W latach 1975–1998 osada administracyjnie należała do województwa nowosądeckiego.